# Lothar Wiedecke
Lothar Wiedecke (* 15. Juli 1928 in Hamburg; † 17. August 1986 in Braunschweig) war ein deutscher Physiker und Hochschullehrer.

## Leben
Lothar Wiedecke wurde 1928 in Hamburg geboren. Zur Zeit des Nationalsozialismus besuchte er eine Adolf-Hitler-Schule. Er legte 1948 das Abitur ab und studierte anschließend Mathematik und Physik in Hamburg und Kiel, wo er 1958 zum Dr. rer. nat. promoviert wurde. Er habilitierte sich 1974 und lehrte kurze Zeit an der Universität Kiel.
Im Jahr 1975 wurde Wiedecke Professor und Leiter der Gruppe Technische Wissenschaftliche Referate an der Physikalisch-Technischen Bundesanstalt (PTB) in Braunschweig. Am 1. August 1985 wurde er zum Leiter der Abteilung Wissenschaftliche Technische Querschnittsaufgaben bei der Bundesanstalt für Materialforschung und -prüfung (BAM) in Berlin ernannt.
An der PTB war er entscheidend am Aufbau des Deutschen Kalibrierdienstes (DKD) beteiligt. Er hat die Neufassung des Eichgesetzes wesentlich mitbestimmt. Im Dezember 1985 wurde in Helmstedt die Deutsche Technische Akademie gegründet, deren Konzeption er maßgeblich mitgestaltet hat. Die Akademie bildet sowohl Fachleute aus der deutschen Industrie als auch Stipendiaten aus Entwicklungsländern aus.
Wiedecke starb im August 1986 nach längerer Krankheit im Alter von 58 Jahren in Braunschweig. Er wurde am 22. August 1986 in Helmstedt beigesetzt.

## Schriften (Auswahl)
- Vergleich der spezifischen Ionisation von Negatronen und Positronen, Kiel 1957.
- Poincaré-Vektorbündel und relativistisch invariante Feldgleichungen, 1974.